# Palau d'Altamira
El palau d'Altamira està situat al vessant del riu Vinalopó, en ple centre de la ciutat d'Elx (el Baix Vinalopó).

## Història
El castell palau d'Altamira o Alcàsser de la Senyoria, va ser construït a la fi del segle xv pel noble castellà Gutierre de Cárdenas, primer senyor de la ciutat, després d'haver tornat a la Corona amb els Reis Catòlics, convertint-lo en la seva residència habitual. Tanmateix, és probable que fora construït sobre una obra anterior del segle xii o xiii, que formaria part de les defenses de la vila murada almohade. Va pertànyer als comtes d'Altamira.
La seva planta és poligonal, i els seus elements més excel·lents són la sòlida torre major quadrangular i les torrasses cilíndriques que protegeixen els seus cantons.

## Estat de conservació
Actualment està restaurat i en perfecte estat de conservació albergant el Museu Arqueològic Alejandro Ramos.